# Festival de Moers
 (juin 2017).
Si vous disposez d'ouvrages ou d'articles de référence ou si vous connaissez des sites web de qualité traitant du thème abordé ici, merci de compléter l'article en donnant les références utiles à sa vérifiabilité et en les liant à la section « Notes et références ».
Le festival de Moers est un festival international de jazz qui se déroule chaque année depuis 1971 lors du dimanche de Pentecôte dans la ville de Moers en Rhénanie-du-Nord-Westphalie (Allemagne).